# Прайм-таймовая премия «Эмми» за лучшую короткометражную анимационную программу
Прайм-таймовая премия «Эмми» за лучшую короткометражную анимационную программу (англ. Primetime Emmy Award for Outstanding Short Form Animated Program) — это Премия «Эмми» в области творческих искусств, которая ежегодно присуждается, начиная с 2008 года, анимационному сериалу или специальному выпуску продолжительностью 15 минут или меньше. В 2008 и 2009 годах эта категория называлась «Лучшая короткометражная анимационная программа специального класса» и представляла собой награду «за область», в которой могли быть один, более одного или ни одного победителя; начиная с 2010 года название было изменено, и она была сделана как «категорная» награда, в которой (если нет ничьи) должен быть один победитель. Примечательно, что шоу, эпизоды которого в основном состоят из нескольких сюжетов, каждые 15 минут или короче, может либо включать один сюжет в эту категорию, либо полный эпизод в категории «Лучшая анимационная программа».

## Победители и номинации

### 2000-е
| Год                        | Программа                              | Эпизод          | Сеть |
| -------------------------- | -------------------------------------- | --------------- | ---- |
| 2008 (60-я)                |                                        |                 |      |
| Лагерь Лазло               | «Lazlo’s First Crush»                  | Cartoon Network |      |
| Чаудер                     | «Burple Nurples»                       | Cartoon Network |      |
| 2009 (61-я)                |                                        |                 |      |
| Финес и Ферб               | «The Monster of Phineas-n-Ferbenstein» | Disney          |      |
| Губка Боб Квадратные Штаны | «Dear Vikings»                         | Nickelodeon     |      |

### 2010-е
| Год                                          | Программа                                                                                   | Эпизод             | Сеть |
| -------------------------------------------- | ------------------------------------------------------------------------------------------- | ------------------ | ---- |
| 2010 (62-я)                                  |                                                                                             |                    |      |
| Робоцып                                      | «Full-Assed Christmas Special»                                                              | Adult Swim         |      |
| Время приключений                            | «My Two Favorite People»                                                                    | Cartoon Network    |      |
| Чаудер                                       | «The Toots»                                                                                 | Cartoon Network    |      |
| Сорвиголова Кик Бутовски                     | «Racing the Schoolbus»                                                                      | Disney             |      |
| Удивительные злоключения Флэпджека           | «Tee Hee Tummy Tums»                                                                        | Cartoon Network    |      |
| Дядя Деда                                    | «Pilot»                                                                                     | cartoonnetwork.com |      |
| 2011 (63-я)                                  |                                                                                             |                    |      |
| Секретная служба Санты: Подарок на Рождество | Секретная служба Санты: Подарок на Рождество                                                | ABC                |      |
| Время приключений                            | «It Came from the Nightosphere»                                                             | Cartoon Network    |      |
| Обычный мультик                              | «Mordecai and the Rigbys»                                                                   | Cartoon Network    |      |
| Робоцып                                      | «Robot Chicken’s DP Christmas Special»                                                      | Adult Swim         |      |
| Губка Боб Квадратные Штаны                   | «That Sinking Feeling»                                                                      | Nickelodeon        |      |
| 2012 (64-я)                                  |                                                                                             |                    |      |
| Обычный мультик                              | «Eggscellent»                                                                               | Cartoon Network    |      |
| Время приключений                            | «Too Young»                                                                                 | Cartoon Network    |      |
| Псих                                         | «Kitchen Nightmare Before Christmas / How I Met Your Mummy»                                 | Cartoon Network    |      |
| Финес и Ферб                                 | «The Doonkleberry Imperative»                                                               | Disney             |      |
| Робоцып                                      | «Fight Club Paradise»                                                                       | Adult Swim         |      |
| 2013 (65-я)                                  |                                                                                             |                    |      |
| Микки Маус                                   | «Croissant de Triomphe»                                                                     | Disney.com         |      |
| Время приключений                            | «Simon & Marcy»                                                                             | Cartoon Network    |      |
| Кларенс                                      | «Pilot»                                                                                     | cartoonnetwork.com |      |
| Обычный мультик                              | «A Bunch of Full Grown Geese»                                                               | Cartoon Network    |      |
| Робоцып                                      | «Robot Chicken’s ATM Christmas Special»                                                     | Adult Swim         |      |
| 2014 (66-я)                                  |                                                                                             |                    |      |
| Микки Маус                                   | «O Sole Minnie»                                                                             | Disney             |      |
| Время приключений                            | «Be More»                                                                                   | Cartoon Network    |      |
| Финес и Ферб                                 | «Thanks But No Thanks»                                                                      | Disney             |      |
| Обычный мультик                              | «The Last Laserdisc Player»                                                                 | Cartoon Network    |      |
| Робоцып                                      | «Born Again Virgin Christmas Special»                                                       | Adult Swim         |      |
| 2015 (67-я)                                  |                                                                                             |                    |      |
| Время приключений                            | «Jake the Brick»                                                                            | Cartoon Network    |      |
| Микки Маус                                   | «Mumbai Madness»                                                                            | Disney             |      |
| Обычный мультик                              | «White Elephant Gift Exchange»                                                              | Cartoon Network    |      |
| Робоцып                                      | «Chipotle Miserable»                                                                        | Adult Swim         |      |
| Вселенная Стивена                            | «Lion 3: Straight To Video»                                                                 | Cartoon Network    |      |
| С приветом по планетам                       | «The Gift 2: The Giftening»                                                                 | Disney XD          |      |
| 2016 (68-я)                                  |                                                                                             |                    |      |
| Робоцып                                      | «Robot Chicken Christmas Special: The X-Mas United»                                         | Adult Swim         |      |
| Время приключений                            | «The Hall of Egress»                                                                        | Cartoon Network    |      |
| Суперкрошки                                  | «Once Upon a Townsville»                                                                    | Cartoon Network    |      |
| Губка Боб Квадратные Штаны                   | «Company Picnic»                                                                            | Nickelodeon        |      |
| Вселенная Стивена                            | «The Answer»                                                                                | Cartoon Network    |      |
| 2017 (69-я)                                  |                                                                                             |                    |      |
| Время приключений                            | «Islands Part 4: Imaginary Resources»                                                       | Cartoon Network    |      |
| Ракета и Грут                                | «Space Walk»                                                                                | Disney XD App      |      |
| Микки Маус                                   | «Split Decision»                                                                            | Disney             |      |
| Вселенная Стивена                            | «Mr. Greg»                                                                                  | Cartoon Network    |      |
| Юные титаны, вперёд!                         | «Orangins»                                                                                  | Cartoon Network    |      |
| 2018 (70-я)                                  |                                                                                             |                    |      |
| Робоцып                                      | «Freshly Baked: The Robot Chicken Santa Claus Pot Cookie Freakout Special: Special Edition» | Adult Swim         |      |
| Время приключений                            | «Ring of Fire»                                                                              | Cartoon Network    |      |
| Вселенная Стивена                            | «Jungle Moon»                                                                               | Cartoon Network    |      |
| Юные титаны, вперёд!                         | «The Self-Indulgent 200th Episode Spectacular!»                                             | Cartoon Network    |      |
| Вся правда о медведях                        | «Hurricane Hal»                                                                             | Cartoon Network    |      |
| 2019 (71-я)                                  |                                                                                             |                    |      |
| Любовь. Смерть. Роботы                       | «The Witness»                                                                               | Netflix            |      |
| Робоцып                                      | «Why Is It Wet?»                                                                            | Adult Swim         |      |
| Губка Боб Квадратные Штаны                   | «Plankton Paranoia»                                                                         | Nickelodeon        |      |
| Вселенная Стивена                            | «Reunited»                                                                                  | Cartoon Network    |      |
| Юные титаны, вперёд!                         | «Nostalgia Is Not a Substitute for an Actual Story»                                         | Cartoon Network    |      |

### 2020-е
| Год                                          | Программа                                                   | Эпизод          | Сеть |
| -------------------------------------------- | ----------------------------------------------------------- | --------------- | ---- |
| 2020 (72-я)                                  |                                                             |                 |      |
| Вилкинс задаёт вопросы                       | «What Is Love?»                                             | Disney+         |      |
| Робоцып                                      | «Santa’s Dead (Spoiler Alert) Holiday Murder Thing Special» | Adult Swim      |      |
| Вселенная Стивена: Будущее                   | «Fragments»                                                 | Cartoon Network |      |
| 2021 (73-я)                                  |                                                             |                 |      |
| Любовь. Смерть. Роботы                       | «Ice»                                                       | Netflix         |      |
| Симпсоны: Пробуждение силы после тихого часа | Симпсоны: Пробуждение силы после тихого часа                | Disney+         |      |
| Жил-был Снеговик                             |                                                             | Disney+         |      |
| Робоцып                                      | «Endgame»                                                   | Adult Swim      |      |
| 2022 (74-я)                                  |                                                             |                 |      |
| Любовь. Смерть. Роботы                       | «Jibaro»                                                    | Netflix         |      |
| Пацаны: Осатанелые                           | «John and Sun-Hee»                                          | Prime Video     |      |
| Робоцып                                      | «Happy Russian Deathdog Dolloween 2 U»                      | Adult Swim      |      |
| Звёздные войны: Видения                      | «The Duel»                                                  | Disney+         |      |
| Симпсоны: Когда Билли встретила Лизу         |                                                             | Disney+         |      |

## Программы с несколькими наградами
| 3 награды - Любовь. Смерть. Роботы - Робоцып | 2 награды - Время приключений - Микки Маус (последовательно) |

## Программы с несколькими номинациями
| 12 номинаций - Робоцып 9 номинаций - Время приключений 5 номинаций - Обычный мультик - Вселенная Стивена | 4 номинации - Микки Маус - Губка Боб Квадратные Штаны 3 номинации - Любовь. Смерть. Роботы - Финес и Ферб - Юные титаны, вперёд! | 2 номинации - Чаудер |

## Всего наград по сети
- Cartoon Network – 4
- Adult Swim – 3
- Netflix - 3
- ABC – 1
- Disney – 1
- Disney.com – 1
- Disney+ – 1